# 公民媒體
公民媒體（citizen media, citizen-based Media, citizen-produced media），亦稱另類媒體（alternative media, 另譯替代性媒體、小眾媒體）、地下媒體（underground media）、基進媒體（radical media）、社區媒體（community media，另譯社群媒體）、社群媒體（social media）、我群媒體（we media）。不同的名稱，凸顯公民媒體的不同特徵，但共同指出其核心精神：「公民媒體是由非專業記者的個別公民所產製的各種媒體」（維基英文版）、「對抗或彌補傳統社會大眾媒體的報導內容、傳達出自主和多元的觀點或意見」（敦誠，1991朱松林，2005 Bowman & Wills，2003 Gillmor，2005）、「廣義來說，只要是一般大眾而非專業媒體組織所產製的媒體，均屬公民媒體」。《哥倫比亞新聞評論》（Columbia Journalism Review）認為，強大的公民媒體可帶動強大的民主政治。（Strong press, strong democracy.）

## 定義
公民媒體堪稱21世紀以來最具意義的新媒體現象。美國皮優研究中心（Pew Research Center）每年針對美國新聞媒體現況進行全面調查，2007年首次將公民媒體列為專節，並將公民媒體分成幾類：部落格（blog）、影片分享和社群網站（video and social networking sites）、維基百科系列（Wikipedia）、公民新聞網站（citizen journalism sites）、公民新聞聚合網站（citizen aggregated news）、以傳統媒體為基礎的公民媒體（legacy-based citizen media）。

## 分類

### 部落格（blog）
部落格（blog）可逐漸發展成個人新聞台，有些傳統的新聞媒體會積極和記者或作家的個人部落格合作，在新聞媒體的網站加入部落格的連結，例如台灣的聯合報網站設有「社群互動」、自由時報設有「blog」、中國時報設有「部落格」等，也有網路公司直接成立部落格的匯集網站，例如PChome的個人新聞台。知名的部落客可發揮新聞影響力，例如張大春、鴻鴻、柯裕棻等。中國大陸的一五一十部落格、醉人囈語—北風的博客、周曙光地球官方網站、壹報（已併入香港的獨立媒體）。

### 影片分享和社群網站（video and social networking sites）
影片分享網站（video sites）可免費註冊上傳短片，開放短篇留言互動，一般讀者不需註冊和付費即可瀏覽短片，最典型的實例為Youtube 和Metacafe。社群網站（social networking sites）可免費註冊個人的多媒體網頁，開放註冊會員彼此聯繫和瀏覽，隱私管理較嚴密，除非註冊者公開個人資訊，否則一般讀者未經註冊或同意，可能無法互相瀏覽，最典型的實例為facebook 和Twitter。

### 維基媒體基金會系列（Wikimedia）
維基媒體基金會旗下已發展成一系列公民媒體，包涵維基百科（Wikipedia）、維基詞典、維基語錄、維基教科書、維基共享資源、維基新聞、維基物種、維基文庫、維基學院計畫等。目前所有的計畫中，只有維基共享資源的完整度堪與維基百科媲美。

### 公民新聞網站（citizen journalism sites）
公民新聞網站（citizen journalism sites）由一般公民生產原創的新聞內容，常利用公民新聞學、公共新聞學、或協作新聞學的原理來製作新聞。例如台灣的小地方—台灣社區新聞網、生命力新聞、玉山公民網、台灣好生活電子報、台灣環境資訊中心、苦勞網、莫拉克獨立新聞網、新頭殼newtalk、漂泊新聞網、iReporter、公共電視培養的Peopo、WEnews、TV新聞網等。香港的牛博網（今稱獨立媒體）等。

### 公民新聞聚合網站（citizen aggregated news）
公民新聞聚合網站（citizen aggregated news）是指不生產原創內容，主要推動新聞投票、評等、討論等網站，例如Digg, Reddit, Topix等。

### 以傳統媒體為基礎的公民媒體（legacy-based citizen media）
以傳統媒體為基礎的公民媒體（legacy-based citizen media）是指傳統媒體網站設有公民發表的平台，例如聯合報網站設有「社群互動」、自由時報設有「blog」、中國時報設有「部落格」、蘋果日報設有「爆料投訴」等。